# Carola Giedion-Welcker
Carola Giedion-Welcker, de soltera Welcker, (Colonia, 25 de abril de 1893 -  Zúrich, 21 de febrero de 1979) fue una coleccionista e  historiadora de arte y literatura, de origen germano-suizo.

## Biografía
Era hija del banquero Carl Welcker (1848–1928) y de su esposa, la estadounidense Mary Legien (1865–1919). Estudió historia del arte en Múnich con Heinrich Wölfflin y en Bonn con Paul Clemen. Recibió su doctorado en Bonn en 1922. Durante sus estudios en Múnich conoció a un compañero suizo,  Sigfried Giedion, historiador de arquitectura, con el que se casó en 1919. En 1923 la pareja conoció a László Moholy-Nagy, que un año después les presentó a Hans Arp. Arp le introdujo en la literatura de Lautréamont, Rimbaud y Jarry, y le animó para que asistiera a la exposición Surrealistas de 1925 en París. A través de Arp conoció a Piet Mondrian y Constantin Brâncuși, a quienes visitó en su estudio en 1928. Más tarde escribió una monografía sobre este último.
En 1925, los Giedion se trasladaron a Zúrich. Su hogar se convirtió en un lugar de encuentro para artistas modernos como Hans Arp, Sophie Taeuber-Arp, Kurt Schwitters y Max Ernst. El escritor irlandés James Joyce también fue uno de sus invitados.
Giedion-Welcker conoció a Paul Klee en Berna, y posteriormente escribió su biografía. La viuda de Paul Klee, Lily Klee, especificó en su testamento, en 1946, un año antes de su muerte, que el cuidado del patrimonio artístico de su esposo debería ser supervisado por una comisión que incluyera a su hijo, Felix Klee, Carola Giedion-Welcker y los coleccionistas de Berna Werner Allenbach, Rolf Bürgi, Hans Meyer-Benteli y Hermann Rupf.
Giedion-Welcker publicó en revistas unos 280 artículos  sobre pintura, escultura y poesía modernas. También escribió 17 libros, incluidos , Poètes à l'Écart y la antología Schriften 1926–1971, que fue publicada en 1973 por Reinhold Hohl. Particularmente su obra  Moderne Plastik ó Modern Plastic Art, de 1937, sobre escultura del siglo XX, es considerada un texto de central importancia sobre el papel del Cubismo en el desarrollo del arte moderno.
Como coleccionista, además de su interés en el Cubismo, adquirió obras de autores contemporáneos y amigos,  y entre ellos obras de Georges Braque, Juan Gris, Fernand Léger y Pablo Picasso.
En 2007, la Kunsthaus  de Zúrich dedicó una exposición a Carola Giedion-Welcker, comisariada por Cathérine Hug. En esta exposición se mostró cómo, en sus facetas de historiadora del arte, autora y curadora, dio forma a la vida cultural de la ciudad e influyó en la política de compras de la galería. Se exhibieron alrededor de 40 obras entre pinturas, esculturas, gráficos, fotografías y cartas.

## Escritos (selección)
- "Bayrische Rokokoplastik. J. B. Straub und seine Stellung in Landschaft und Zeit. [Bavarian Rococoplasty. JB Straub and his position in landscape and time"]. Law, Munich 1922 (= dissertation)
- Moderne Plastik. Elemente der Wirklichkeit; Masse und Auflockerung. Girsberger, Zurich 1937
- Sublimierung und Vergeistigung der plastischen Form bei Medardo Rosso [Sublimation and spiritualization of the plastic form by Medardo Rosso]. In: Architektur und Kunst, Vol. 41, 1954, pp. 329–334
- Sculpture of the XX. Century. Hatje, Stuttgart 1955
- Hans Arp. Hatje, Stuttgart 1957
- Constantin Brancusi. Benno Schwabe & Co, Basel 1958
- Alfred Jarry. A monograph. Arche, Zurich 1960 & 1988, ISBN 3-7160-3512-2
- Paul Klee, Rowohlt, Reinbek 1961, 17th edition 1995, ISBN 3-499-50052-3
- Schriften 1926–1971. Stationen zu einem Zeitbild [Writings 1926–1971. Stations to a time picture]. DuMont Reiseverlag, Ostfildern 1973, ISBN 3-7701-0630-X